# جون ميدلتون (لاعب كرة قدم)
جون ميدلتون (بالإنجليزية: John Middleton)‏ (24 ديسمبر 1956 في المملكة المتحدة - 3 يوليو 2016) هو لاعب كرة قدم بريطاني في مركز حراسة المرمى. شارك مع منتخب إنجلترا تحت 21 سنة لكرة القدم. أما مع النوادي، فقد لعب مع ديربي كاونتي ونوتينغهام فورست.

## وصلات خارجية
- جون ميدلتون على موقع قاعدة بيانات كرة القدم.إي يو (الإنجليزية)